# Amakusa
Amakusa (Japans: 天草市, Amakusa-shi) is een Japanse stad in de prefectuur Kumamoto. In 2014 telde de stad 83.480 inwoners.

## Geschiedenis
Op 27 maart 2006 verkreeg Amakusa het statuut van stad (shi). Dit gebeurde na het samenvoegen van de steden Hondo (本渡市), Ushibuka (牛深市) en de gemeenten Amakusa (天草町), Ariake (有明町), Goshoura (御所浦町), Itsuwa (五和町), Kawaura (河浦町), Kuratake (倉岳町), Shinwa (新和町) en Sumoto (栖本町).

## Partnersteden
- Encinitas, Verenigde Staten

Steden:
Amakusa · Arao · Aso · Hitoyoshi · Kami-Amakusa · Kikuchi · Koshi · Kumamoto (hoofdstad) · Minamata · Tamana · Uki · Uto · Yamaga · Yatsushiro

Districten:
Amakusa · Ashikita · Aso · Kamimashiki · Kikuchi · Kuma · Shimomashiki · Tamana · Yatsushiro
Gemeenten per district